# Onderstroom Records
Onderstroom Records is een Belgisch platenlabel dat vooral heruitgaven van Belgische artiesten verzorgt. Er wordt met name new wave, cold wave, synthpop, minimal synth en punk uitgebracht. Er wordt gestreefd naar zoveel mogelijk authenticiteit, maar de muziek wordt voor uitgave geremasterd in een professionele studio.

## Artiesten
- Siglo XX
- Aroma di Amore
- The Misz
- Kuruki
- Aimless Device
- De Brassers
- Polar Praxis
- Snowy Red
- Richting Huiswaarts
- BeNe GeSSeRiT
- Human Flesh
- Tranquil Eyes
- The Neon Judgement
- Twilight Ritual
- Kiss the Anus of a Black Cat